# تیدجان
تیدجان، روستایی از توابع بخش مرکزی شهرستان خوانسار است که واقع در استان اصفهان است  

## جمعیت
این روستا در دهستان چشمه سار قرار دارد و براساس سرشماری مرکز آمار ایران در سال ۱۳۸۵، جمعیت آن ۵۱۵ نفر (۱۷۵خانوار) بوده‌است.